# Maurice-Pierre Boyé
Pour les articles homonymes, voir Boyé.
Maurice-Pierre Boyé (né à Paris (8e) le 28 mars 1899, mort à Neuilly-sur-Seine le 28 octobre 1968) est un poète et écrivain français.

## Biographie
Disciple de Henri de Régnier, Maurice-Pierre Boyé est l'auteur d'une quinzaine de plaquettes, souvent des ouvrages collectifs, parues chez divers éditeurs entre 1922 et 1955.
Il a publié aussi des ouvrages et études critiques sur des peintres et écrivains français peu connus, ainsi que des études historiques sur la Franche-Comté et la vallée de Chevreuse en Île-de-France.
Il reçoit le prix Archon-Despérouses en 1935 et le prix Artigue en 1939 pour ses poèmes Nuées (1938) et Le rossignol de l'automne (1935).

## Œuvres

### Ouvrages concernant l'Île-de-France
- Les Reposoirs, Au pays de Chevreuse, poèmes, préface de Charles Grandmougin, La Maison française d'art et d'édition, 1921;
- Le Deuil de Versailles, poèmes;
- Le Cortège rustique, poèmes, bois de Jacques Bille, Éditions du Croquis, 1924;
- Poèmes d'Île-de-France, Jean Naert, 1925;
- Flore ou le langage des roses, poèmes, Jean Naert, 1927;
- L'Imagier de village, contes, Les Gémeaux, 1926;
- Le Voyage sentimental en Île-de-France, essais, Les Clochers de France, 1928;
- Versailles, les Trianons, Saint-Cyr (avec Edmond Pilon), Arthaud, 1929;
- Chevreuse aux belles ombres, Éditions Corymbe, 1939;
- Les Vaux-de-Cernay dans A la Billebaude, Crépin-Leblond;
- L'Île-de-France intellectuelle et littéraire dans Visages de l'Île-de-France, Les Horizons de France, 1946;
- Le Livre de mon village, Nizet, 1974;
- Un village Janséniste : Boullay-les-Troux, Nizet, 1974.

### Autres ouvrages
- L'alcôve des amants, poèmes, La Pensée française, 1922;
- L'escalier d'ombre, poèmes, Collection de l'Ermitage, 1926;
- Les Noces insolites, poèmes, Chez Pierre Briquet, 1926;
- Élégies romanesques et champêtres, poèmes, Jean Naert, 1934;
- Le Rossignol de l'automne, poèmes, Jean Naert, 1935;
- Nuées, poèmes, Éditions Corymbe, 1938;
- Les Compagnons infidèles, poèmes, Éditions Corymbe, 1938;
- La Complainte des morts, suivie des Nocturnes d'enfance, poèmes, Au Pigeonnier, Saint-Félicien-en-Vivarais, 1951;
- Pauca Mateis, poèmes, Au Pigeonnier, 1955;
- La Confession au clair de lune, nouvelle, Les Cahiers du Haut-Doubs, no 2, Pontarlier;
- La Châtelaine abandonnée, roman;
- L'Enfant sur la route, roman;
- L’Épreuve de Marion Tenterden, roman traduit de l'anglais par René Philippon et M.-P. Boyé, Gabriel Beauchesne, 1928;
- Esquisses romantiques, René Daubresse, 1937;
- Jura, Franche-Comté, Arthaud, 1939, 1954, 1962;
- Chardin-Millet, Les Grands artistes, Lesourd;
- La Mêlée romantique, Julliard, 1946, prix Charles Blanc de l’Académie française en 1947 ;
- L'Alchimiste de la peinture religieuse au XIXe siècle : Jules-Claude Ziegler, Cahiers haut-marnais, décembre 1959;
- Donizetti et l'opéra italien, Revue de la Méditerranée, 1959, Alger;
- Éloge du libraire, Le Pigeonnier, 1959;
- Portraits et rencontres de la vie littéraire, souvenirs, Nizet, 1974.

Cette bibliographie figure dans les trois volumes édités par Nizet en 1974.

### Ouvrages collectifs
- Vingt Poèmes de Maurice-Pierre Boyé, Gerardot de Sermoise, Louis Legriel, Marcel Ormoy et André Payer précédés de stances de Fernand Mazade et de son portrait par Robert Fernier, Pierre Briquet, 1928;
- Florilège de poésie contemporaine, Garnier, 1943.